# Pseudaletia roraimae
Pseudaletia roraimae är en fjärilsart som beskrevs av John G. Franclemont 1951. Pseudaletia roraimae ingår i släktet Pseudaletia och familjen nattflyn. Inga underarter finns listade i Catalogue of Life.